# Gabriel Toudouze
Pour les articles homonymes, voir Toudouze.
Auguste Gabriel Toudouze, né le 7 février 1811 à Paris, et mort le 25 mai 1854 à L'Haÿ-les-Roses, est un architecte, artiste peintre et graveur français.

## Biographie
Auguste Toudouze était le frère de Jean Marie Émile Toudouze et le père du romancier Gustave Toudouze et des peintres Édouard et Isabelle Toudouze (voir Famille Toudouze pour l'arbre généalogique). Il a été élève d'Henri Labrouste et a travaillé aux côtés de Klotz sur les portes en bronze de la cathédrale de Strasbourg.
Gabriel Toudouze est inhumé au cimetière de L'Haÿ-les-Roses.